# Camponotus normatus
Camponotus normatus är en myrart som beskrevs av Auguste-Henri Forel 1899. Camponotus normatus ingår i släktet hästmyror, och familjen myror. Inga underarter finns listade.